# Castillo de Tateyama
El castillo de Tateyama (館山城 Tateyama-jō?) fue un castillo japonés ubicado en Tateyama, al sur de la prefectura de Chiba, Japón. A finales del periodo Edo, el castillo de Tateyama era la sede del clan Inaba, daimio del dominio de Tateyama, pero por lo que es más conocido es por su relación histórica con los antiguos gobernantes de la provincia de Awa, el clan Satomi. El castillo fue también conocido como Nekoya-jō (根古屋城?)

## Historia
Satomi Yoshiyori, señor independiente de facto de toda la península de Bōsō durante el periodo Sengoku, hizo construir el castillo de Tateyama en 1580, erigido sobre una colina, para guardar la entrada de la bahía de Edo y proteger las regiones meridionales de sus dominios. Tras la destrucción del clan en 1614 por Tokugawa y la supresión del dominio de Tateyama, el castillo fue abandonado, quedando progresivamente en estado de ruina.
En 1781 el dominio de Tateyama fue restablecido, y se le entregó al clan Inaba, con Inaba Masaaki como primer daimio del dominio. Masaaki reconstruyó las fortificaciones del viejo castillo pero, aparentemente, no erigió una torre del homenaje, porque a su sucesor, Inaba Masatake, sólo se le permitió construir una residencia fortificada (jin'ya) en los terrenos del antiguo castillo que se usó como dependencia gubernamental. El clan Inaba residió en Tateyama hasta la restauración Meiji. 
La actual torre del homenaje fue reconstruida en 1982 para promover el turismo local, y hace la función de anexo del museo de la ciudad de Tateyama. Como no había documentación sobre la apariencia de la original, la estructura se basó en la del castillo de Maruoka. El interior (museo Hakkenden) se usa principalmente para hacer exposiciones relacionadas con la novela épica Nanso Satomi Hakkenden ("Satomi y los ocho perros" o "La leyenda de los ocho guerreros") del autor del periodo Edo Takizawa Bakin.
El parque de Shiroyama 城山公園 (Shiroyama-kōen?), zona verde situada en las inmediaciones, es una zona popular para los aficionados a la observación de aves y para contemplar el florecimiento de los cerezos en primavera.